# Hulskie (osada)
Hulskie (w latach 1977–1981 Stanisławów, ukr. Гільське) – nieistniejąca już osada w Polsce położona w województwie podkarpackim, w powiecie bieszczadzkim, w gminie Lutowiska. Leży w pobliżu ujścia potoku Hulskiego do Sanu.
W latach 1975–1998 miejscowość położona była w województwie krośnieńskim.
Wierni kościoła rzymskokatolickiego należą do parafii św. Michała Archanioła w Dwerniku.

## Historia
Wieś lokowana na prawie wołoskim ok. 1560 roku przez ród Kmitów pod prawdopodobną nazwą Ulskie, położona w ziemi sanockiej województwa ruskiego.
W połowie XIX wieku właścicielem posiadłości tabularnej w Hulskiem był Leopold Leszczyński.
Po 17 września 1939 roku przez wieś przebiegała granica między Niemcami a ZSRR. W roku 1946 w ramach "akcji żniwnej" wieś została kompletnie spalona przez oddział UPA sotnia UPA U-3, a ludność miejscowa przesiedlona w ramach wymiany ludności na radziecką Ukrainę. Dziś po wsi pozostało jedynie cerkwisko, cmentarz oraz ruiny młyna.

## Demografia
- 1921 Hulskie zamieszkiwały 332 osoby (w 52 domach mieszkalnych):
  - 298 wyznania greckokatolickiego
  - 30 wyznania mojżeszowego
  - 4 wyznania rzymskokatolickiego
- 2004 – 3 osoby
- 2020 – 5 osob[1]